# Stephen Goldblatt
Stephen Goldblatt (Johannesburg, 29 aprile 1945) è un direttore della fotografia britannico.
Ha ottenuto due nomination all'Oscar alla migliore fotografia, nel 1992 per Il principe delle maree (The Prince of Tides) e nel 1996 per Batman Forever.
Nel 2007 ha ricevuto il premio alla carriera del festival specializzato Camerimage.

## Filmografia

### Cinema
- Forum, regia di Mireille Dansereau (1969)
- Pass of Arms, regia di Peter Elford (1972)
- Breaking Glass, regia di Brian Gibson (1980)
- Atmosfera zero (Outland), regia di Peter Hyams (1981)
- Prigioniero del passato (The Return of the Soldier), regia di Alan Bridges (1982)
- Kilroy Was Here, regia di Brian Gibson e Jerry Kramer - cortometraggio (1983)
- Miriam si sveglia a mezzanotte (The Hunger), regia di Tony Scott (1983)
- Cotton Club (The Cotton Club), regia di Francis Ford Coppola (1984)
- Piramide di paura (Young Sherlock Holmes), regia di Barry Levinson (1985)
- Arma letale (Lethal Weapon), regia di Richard Donner (1987)
- Un amore, una vita (Everybody's All-American), regia di Taylor Hackford (1988)
- Arma letale 2 (Lethal Weapon 2), regia di Richard Donner (1989)
- Joe contro il vulcano (Joe Versus the Volcano), regia di John Patrick Shanley (1990)
- Giorni di gloria... giorni d'amore (For the Boys), regia di Mark Rydell (1991)
- Il principe delle maree (The Prince of Tides), regia di Barbra Streisand (1991)
- Giochi d'adulti (Consenting Adults), regia di Alan J. Pakula (1992)
- Il rapporto Pelican (The Pelican Brief), regia di Alan J. Pakula (1993)
- Batman Forever, regia di Joel Schumacher (1995)
- Striptease, regia di Andrew Bergman (1996)
- Batman & Robin, regia di Joel Schumacher (1997)
- In fondo al cuore (The Deep End of the Ocean), regia di Ulu Grosbard (1999)
- Closer, regia di Mike Nichols (2004)
- Rent, regia di Chris Columbus (2005)
- La guerra di Charlie Wilson (Charlie Wilson's War), regia di Mike Nichols (2007)
- Julie & Julia, regia di Nora Ephron (2009)
- Percy Jackson e gli dei dell'Olimpo - Il ladro di fulmini (Percy Jackson & the Olympians: The Lightning Thief), regia di Chris Columbus (2010)
- The Help, regia di Tate Taylor (2011)
- Get on Up - La storia di James Brown (Get on Up), regia di Tate Taylor (2014)
- Lo stagista inaspettato (The Intern), regia di Nancy Meyers (2015)
- Le nostre anime di notte (Our Souls at Night), regia di Ritesh Batra (2017)
- Ava, regia di Tate Taylor (2020)
- Il profumo dell'erba selvatica (Wild Mountain Thyme), regia di John Patrick Shanley (2020)
- Rosso, bianco & sangue blu (Red, White & Royal Blue), regia di Matthew Lopez (2023)

### Televisione
- Conspiracy - Soluzione finale (Conspiracy), regia di Frank Pierson - film TV (2001)
- Path to War - L'altro Vietnam (Path to War), regia di John Frankenheimer - film TV (2002)
- Angels in America - miniserie TV, 4 puntate (2003)